# TV IN
Tелевизија ИН је прва дигитална комерцијална телевизијска станица у Црној Гори.
Основана је 2002. године. Од децембра 2012. просторије телевизије су запечаћене од стране Инпекције рада, док јој је јануара 2013. одузета фреквенција.

## Програми
Информативни и економски програми
- Блинк
- Ин пулс

Породица и забава
- Iн поподне
- Бринбили
- Check-In
- Томболино
- Top Gear
- Lazy Town
- Robin Hood
- Жива истина
- Континент
- Inside Out

Драма
- Езел
- Најбоље године
- Забрањено воће
- Always and Everyone
- CSI: Miami
- CSI: NY
- Frasier
- Everybody Hates Chris
- Deadwood
- Get Out
- Léa Parker

Спортови
- Евролига
- Лига шампиона
- Европско првенство у фудбалу 2008.
- Вимблдон
- Европско првенство у рукомету 2008.
- Европско првенство у рукомету за жене 2010.